# Мале Протопопово
Мале Протопо́пово (рос. Малое Протопопово) — присілок у складі Томського району Томської області, Росія. Входить до складу Мирненського сільського поселення.

## Населення
Населення — 48 осіб (2010; 32 у 2002).
Національний склад (станом на 2002 рік):
- росіяни — 91 %